# Ernst Siegfried Mittler
Ernst Siegfried Mittler (né le 26 janvier 1785 à Halle-sur-Saale et mort le 12 avril 1870 à Berlin) est un éditeur prussien.

## Biographie
Mittler commence à l'âge de 14 ans une formation de libraire dans sa ville natale. Après quatre ans, il se rend à Leipzig en 1803, où il suit également une formation de typographe. De 1804 à 1811, il travaille dans l'entreprise de librairie de son frère aîné Johann George Mittler à Leipzig. Il s'installe ensuite à Berlin en 1814, où il travaille d'abord dans les librairies C. F. Amelang et Schlesinger. Un an plus tard, cependant, il crée sa propre entreprise. Dès 1816, Mittler peut reprendre la maison d'édition de son beau-père Wilhelm Dieterici (1758-1838). En 1787, il a déjà publié les œuvres du roi Frédéric II et en 1789 fonde sa propre imprimerie et maison d'édition.
Les deux sociétés se sont développées sous la direction de Mittler. Dès 1820, sa société ouvre une succursale à Posen et en 1827 une autre à Bromberg. Dans la maison d'édition qui porte désormais son nom, les livres publiés se concentrent sur les publications militaires. Les publications sur la franc-maçonnerie jouent également un rôle de premier plan. Dans les années suivantes, cependant, Mittler vend son entreprise et ses succursales afin de pouvoir se concentrer sur l'édition et l'impression. Il déménage au 68-70 Kochstraße (de) à Berlin. En 1848, le fils de Mittler, Ernst Siegfried Wilhelm, devient associé de l'entreprise, c'est pourquoi le nom de la maison d'édition change en "E. S. Mittler & Sohn". Bien que ce fils soit décédé en 1853, ce nom est conservé. En 1866, Mittler devient libraire à la cour.
Ernst Siegfried Mittler meurt à Berlin en 1870 à l'âge de 85 ans. Il est inhumé au cimetière III de la Jérusalem et Nouvelle Église face à la porte de Halle. La tombe est conservée.
Après sa mort, son petit-fils Theodor Töche, devient associé en 1862, continue à diriger la maison d'édition.

## Travaux
L'importance de Mittler et de sa maison d'édition réside principalement dans le fait qu'il promeut la littérature militaire spécialisée. Toutes les publications de l'état-major allemand paraissent dans la société fondée par Mittler jusqu'à la fin de la Seconde Guerre mondiale. Il en va de même pour les revues militaires les plus importantes telles que la Militär-Wochenblatt, la Vierteljahrshefte für Truppenführung und Heereskunde (de) et la Militärwissenschaftliche Rundschau (de). Aujourd'hui encore, le Bureau de recherche historique militaire à Potsdam, par exemple, publie des ouvrages aux éditions E. S. Mittler & Sohn.